# Bioconstrucción (biología)

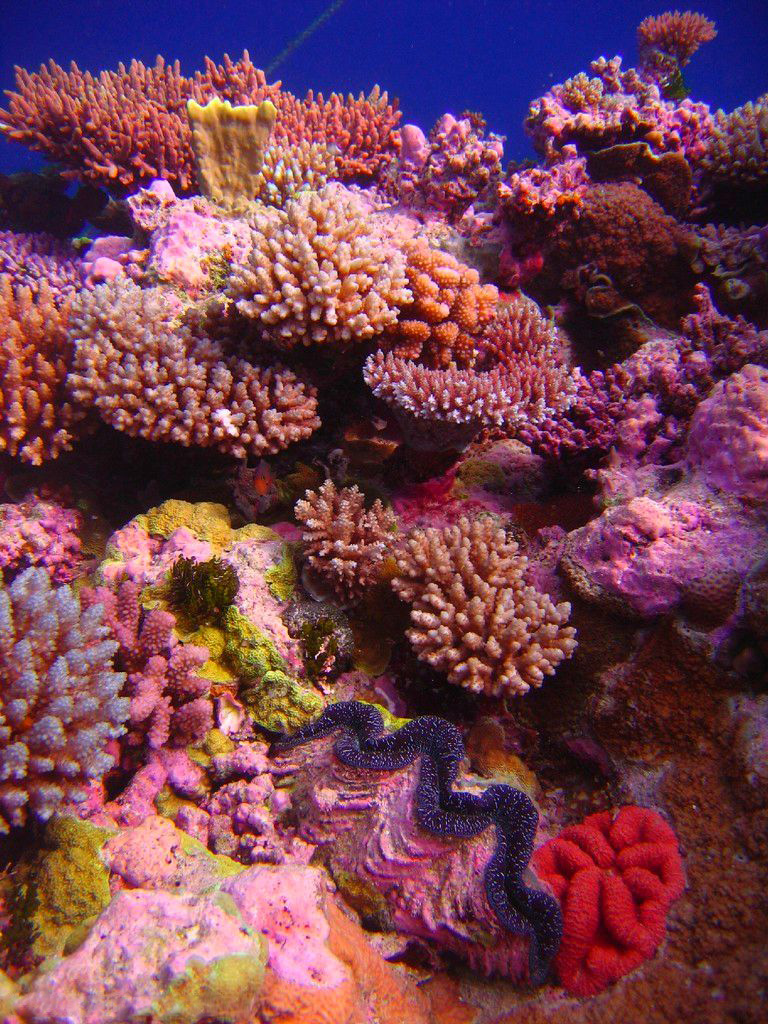
Arrecife de coral, bioconstrucción en la que participan, entre otros muchos organismos, corales, esponjas o moluscos.

Una bioconstrucción es una estructura, normalmente mineralizada, originada por la acción de seres vivos. Desde muy temprano en la historia de la vida sobre la Tierra se reconocen bioconstrucciones en el registro fósil debidas a tipos de organismos muy variados.
Algunas de las bioconstrucciones más importantes son: los estromatolitos (debidos a cianobacterias), montículos algales (debidos a diferentes algas, principalmente rojas) y los arrecifes coralinos (debidos a antozoos). También se consideran bioconstrucciones los termiteros, las presas de los castores, los nidos de aves, etc. Los estromatolitos son las bioconstrucciones más antiguas de la Tierra, llegando a los 3500 millones de años en Warrawoona, Australia.

## Bioconstrucciones marinas

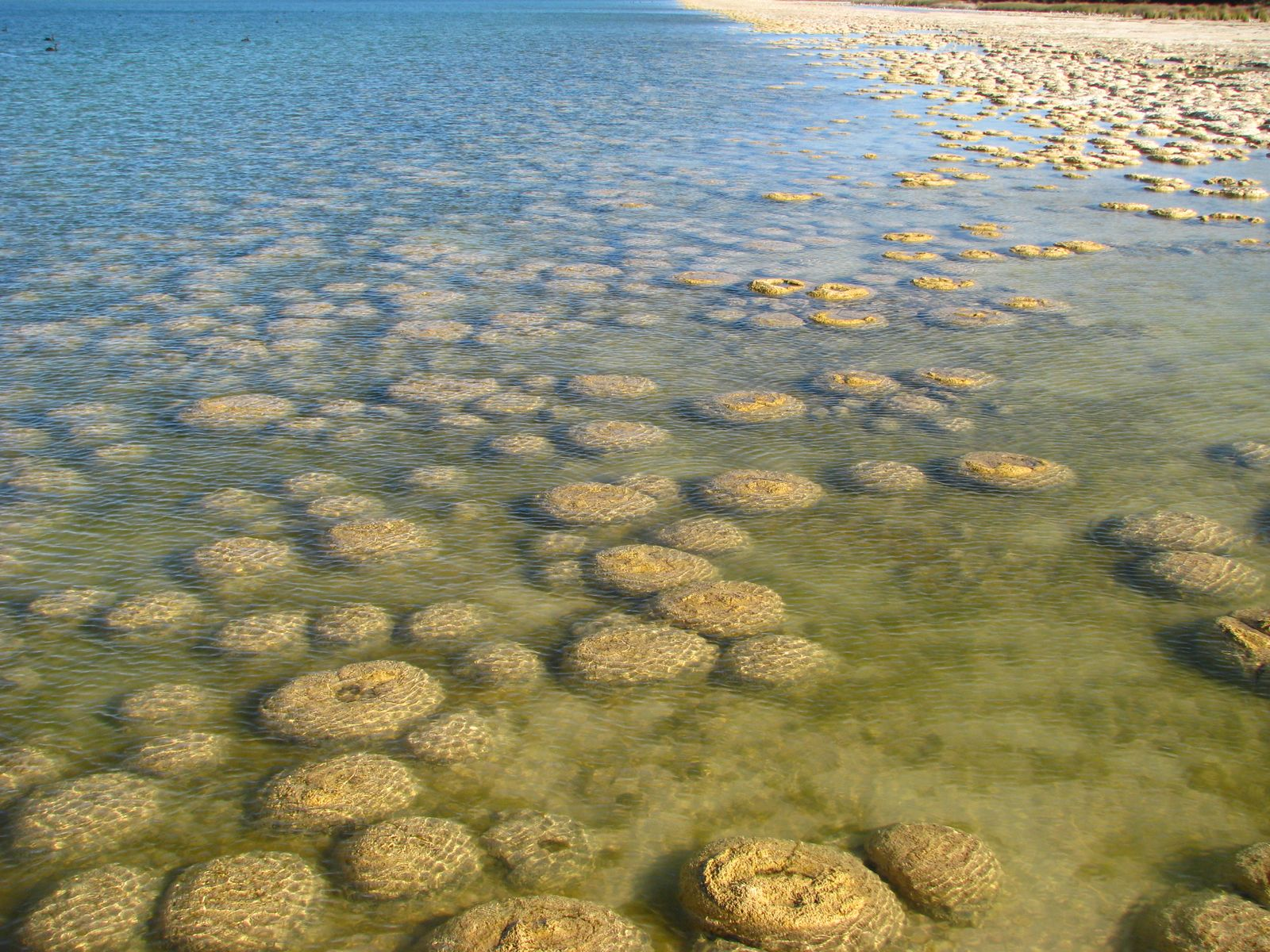
Estromatolitos activos en Australia, ambiente intermareal.

Los estromatolitos, montículos algales y arrecifes coralinos poseen algunas necesidades ecológicas comunes, tales como aguas limpias e iluminadas, sin demasiadas partículas en suspensión, y un rango de temperaturas medio, por lo que son buenos indicadores paleoclimáticos y paleoecológicos.
Las grandes edificaciones de desarrollo vertical se denominan biohermos, mientras que las construcciones horizontales, que pueden llegar a formar espesas capas, se denominan biostromos.
En el pasado también han formado bioconstrucciones arqueociatos, esponjas, algunos bivalvos rudistas (Toucasia, Hippurites), etc.

## Bioconstrucciones terrestres

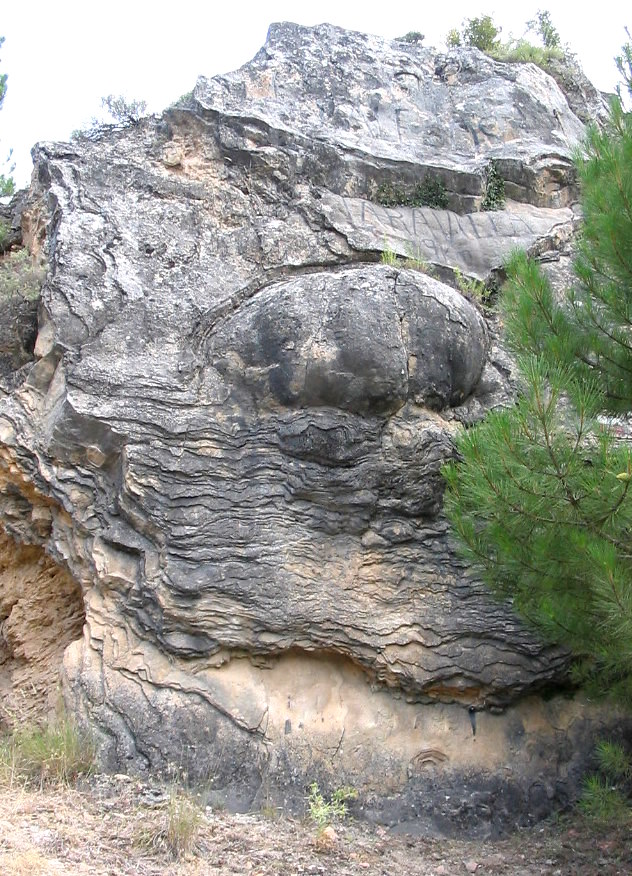
Costra tobácea. Bioconstrucción subaérea en zona kárstica. Ejemplo inactivo, en proceso de erosión, permitiendo ver su estructura interna.

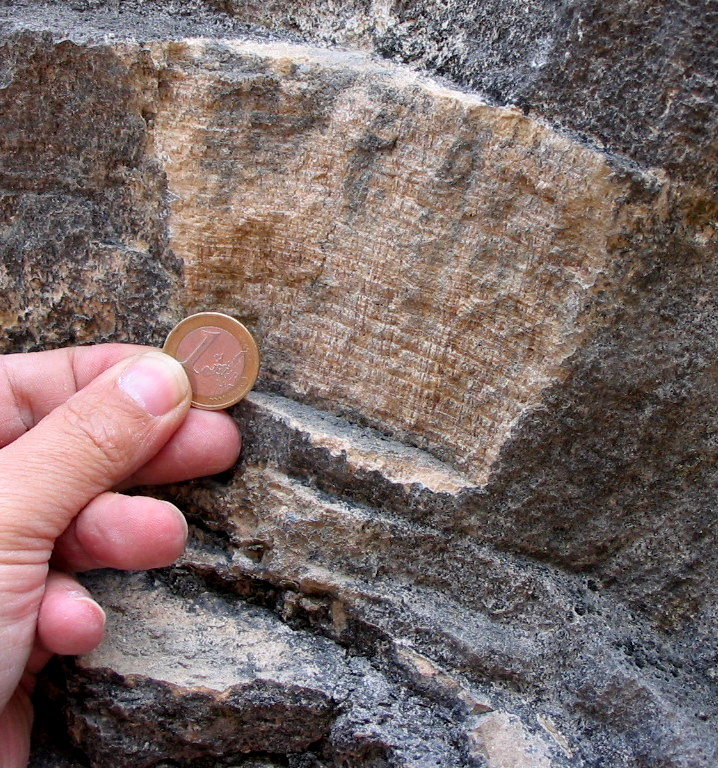
Costra tobácea. Detalle de la fina laminación interna.

En determinadas zonas en las que las aguas continentales son muy carbonatadas, sobre todo en los macizos calcáreos, son frecuentes las formaciones tobáceas debidas a la precipitación y fijación del carbonato por la actividad bacteriana y vegetal.
Los edificios tobáceos pueden desarrollarse sobre paredes verticales en farallones calizos o cerrando valles y formando lagunas aterrazadas. Las estructuras asociadas a estos edificios son de morfologías muy variadas, como costras bandeadas (similares a los estromatolitos), oncolitos (esféricas), etc.